# ハスマ
ハスマ(Hasma)または雪蛤膏は、アカガエル科、特にエゾアカガエル（中国林蛙）の輸卵管近くの脂肪組織を乾燥させたものから作る中国及び中央アジア広範に見られるデザートである。

## 製造
主に中国の黒竜江省、吉林省、遼寧省で作られる。かつては皇帝夫妻しか食べることができなかったが、今日では中国大陸、台湾、シンガポール、香港の他、中国人の多い北アメリカの都市でも食べられるようになった。

## 特徴
長さ1-2cm、厚さ1-5mmの不規則な形をした小片として販売される。色は半光沢の黄色がかった白色で、表面は灰色がかった薄膜で覆われている。水で戻すと、大きさは10-15倍になる。
水で戻し、氷砂糖とともにとろ火で煮込むと、粘着質で不透明になる。若干魚のような匂いがする。食感はタピオカに似ている。

## 食べ方

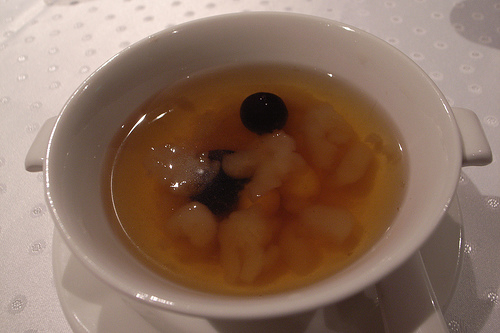
ナツメと一緒に調理したハスマ

ハスマは、糖水に歯触りと豪華さを与える。初心者にとっては、比較的手に入りやすい割にエキゾチックな食体験ができる。香港の高級レストランでは多くのデザートに用いられる。
糖水の具には、他にナツメ、リュウガンの果実、蓮子等を用いる。また、ナシやシロキクラゲとともに三雪湯の主な材料となる。ふかひれスープに加えられることもある。

## 健康
ハスマは中国医学にも用いられる。呼吸器の症状に効果があるといわれるが、これを支持する研究はほとんど行われていない。また胃潰瘍の治療や肌状態の改善にも用いることが提唱されている。